# Valkeajärvi (sjö i Ylöjärvi, Birkaland)
Valkeajärvi är en sjö i kommunen Ylöjärvi i landskapet Birkaland i Finland. Sjön ligger 157,9 meter över havet. Den är 13 meter djup. Arean är 51 hektar och strandlinjen är 5,26 kilometer lång. Sjön  ingår i Kumo älvs huvudavrinningsområde.   Den ligger omkring 57 km norr om Tammerfors och omkring 220 km norr om Helsingfors. 